# 普罗西克
普罗西克（德語：Prosigk，發音：[ˈpʁoːzɪk]）是德国萨克森-安哈尔特州安哈尔特-比特费尔德县曾经的一个市镇，面积15.08平方千米，2006年12月31日人口为752人。2010年1月1日，普罗西克与另外17个市镇合并为新市镇南安哈尔特。